# Lymanopoda gortynoides
Lymanopoda gortynoides är en fjärilsart som beskrevs av Gustav Weymer 1911. Lymanopoda gortynoides ingår i släktet Lymanopoda och familjen praktfjärilar. Inga underarter finns listade i Catalogue of Life.